# Lewis Miller (piłkarz)
Lewis Miller (ur. 24 sierpnia 2000 w Sydney) – australijski piłkarz występujący na pozycji prawego obrońcy w angielskim klubie Blackburn Rovers i reprezentacji Australii.

## Kariera klubowa

### Central Coast Mariners
Miller zadebiutował dla drużyny seniorskiej Central Coast Mariners 9 marca 2019, w przegranym 2:8 meczu ligowym z Wellington Phoenix. W październiku 2019 roku podpisał z klubem umowę stypendialną, a zaledwie 3 miesiące później, w styczniu 2020 – profesjonalny, 2–letni kontrakt. 
Z czasem Miller wywalczył pozycję prawego obrońcy w podstawowym składzie zespołu. 5 kwietnia 2022, w wygranym 5:0 meczu  A-league z Wellington Phoenix, asystował przy dwóch bramkach – Garanga Kuol i Jasona Cummings. Pierwszego gola dla The Mariners strzelił 3 maja 2022, w wygranym 2:0 spotkaniu z Brisbane Roar.

### Hibernian
Pomimo podpisanego prekontraktu z MacArthur, 1 lipca 2022 Miller przeszedł za nieujawnioną kwotę do grającego w szkockiej Premiership Hibernian, podpisując z klubem 3–letni kontrakt. W barwach Hibs zadebiutował 9 lipca, w meczu Pucharu Ligi przeciwko drużynie Clyde, zakończonym zwycięstwem 5:0. Ligowy debiut zaliczył 20 sierpnia, w zremisowanym 2:2 spotkaniu z Rangers. 
Na przestrzeni następnych dwóch sezonów Miller stał się ważnym zawodnikiem w drużynie Hibernian, zaliczając 51 występów ligowych oraz 5 występów w eliminacjach do Ligi Konferencji. 27 lipca 2024, w meczu Pucharu Ligi przeciwko Peterhead FC Miller zdobył pierwszy w karierze dublet, przyczyniając się do zwycięstwa 4:0. 
W kwietniu 2025 klub aktywował opcję przedłużenia kontraktu Australijczyka o następny rok.

### Blackburn Rovers
4 sierpnia 2025 Miller dołączył za nieujawnioną kwotę do grającego w angielskiej Championship Blackburn Rovers, podpisując z klubem 3–letni kontrakt z opcją przedłużenia o następny rok. Zadebiutował 9 sierpnia w przegranym 1:2 meczu z West Bromwich Albion, zastępując w 61. minucie gry Ryana Alebiosu.

## Statystyki

### Klubowe
(aktualne na dzień 14 sierpnia 2025)
| Club                   | Season             | Liga               | Liga  | Liga | Puchar kraju | Puchar kraju | Puchar ligi | Puchar ligi | Europa | Europa | Suma  | Suma |
| Club                   | Season             | Dywizja            | Mecze | Gole | Mecze        | Gole         | Mecze       | Gole        | Mecze  | Gole   | Mecze | Gole |
| ---------------------- | ------------------ | ------------------ | ----- | ---- | ------------ | ------------ | ----------- | ----------- | ------ | ------ | ----- | ---- |
| Central Coast Mariners | 2018/19            | A-League           | 2     | 0    | 0            | 0            | —           | —           | —      | —      | 2     | 0    |
| Central Coast Mariners | 2019/20            | A-League           | 17    | 0    | 1            | 0            | —           | —           | —      | —      | 18    | 0    |
| Central Coast Mariners | 2020/21            | A-League           | 13    | 0    | 0            | 0            | —           | —           | —      | —      | 13    | 0    |
| Central Coast Mariners | 2021/22            | A-League           | 22    | 1    | 4            | 0            | —           | —           | —      | —      | 26    | 1    |
| Central Coast Mariners | Ogólnie            | Ogólnie            | 54    | 1    | 5            | 0            | —           | —           | —      | —      | 59    | 1    |
| Hibernian              | 2022/23            | Premiership        | 12    | 0    | 0            | 0            | 4           | 0           | —      | —      | 16    | 0    |
| Hibernian              | 2023/24            | Premiership        | 21    | 2    | 1            | 0            | 3           | 0           | 5      | 0      | 30    | 2    |
| Hibernian              | 2024/25            | Premiership        | 32    | 1    | 2            | 0            | 5           | 2           | —      | —      | 39    | 3    |
| Hibernian              | Ogólnie            | Ogólnie            | 65    | 3    | 3            | 0            | 12          | 2           | 5      | 0      | 85    | 5    |
| Blackburn Rovers       | 2025/26            | Championship       | 1     | 0    | 0            | 0            | 1           | 0           | —      | —      | 2     | 0    |
| Ogólnie w karierze     | Ogólnie w karierze | Ogólnie w karierze | 120   | 4    | 8            | 0            | 13          | 2           | 5      | 0      | 146   | 6    |

1. ↑  Uwzględnia występy w Pucharze Australii i Pucharze Szkocji
2. ↑  Uwzględnia występy w Pucharze Ligi Szkockiej i Pucharze Ligi Angielskiej
3. ↑  Uwzględnia występy w Lidze Konferencji

### Reprezentacyjne
(aktualne na dzień 14 sierpnia 2025)
| Reprezentacja  | Rok     | Mecze | Gole |
| -------------- | ------- | ----- | ---- |
| Australia U-23 | 2021    | 2     | 0    |
| Australia U-23 | 2022    | 6     | 0    |
| Australia      | 2023    | 4     | 0    |
| Australia      | 2024    | 6     | 1    |
| Australia      | 2025    | 4     | 1    |
| Ogólnie        | Ogólnie | 22    | 2    |

| Gole w reprezentacji | Gole w reprezentacji | Gole w reprezentacji                       | Gole w reprezentacji | Gole w reprezentacji | Gole w reprezentacji | Gole w reprezentacji                |
| Lp.                  | Data                 | Miejsce                                    | Przeciwnik           | Wynik                | Wynik                | Rozgrywki                           |
| -------------------- | -------------------- | ------------------------------------------ | -------------------- | -------------------- | -------------------- | ----------------------------------- |
| 1.                   | 10 października 2024 | Adelaide Oval, Adelaide, Australia         | Chiny                | 1:1                  | 3:1                  | Kwalifikacje Mistrzostw Świata 2026 |
| 2.                   | 20 marca 2025        | Sydney Football Stadium, Sydney, Australia | Indonezja            | 4:0                  | 5:1                  | Kwalifikacje Mistrzostw Świata 2026 |